# آسوکی اویشی
آسوکی اویشی (انگلیسی: Asuki Oishi؛ زادهٔ ۱۴ دسامبر ۱۹۹۱) بازیکن فوتبال اهل ژاپن است.